# Commelina schliebenii
Commelina schliebenii är en himmelsblomsväxtart som beskrevs av Gottfried Wilhelm Johannes Mildbraed. Commelina schliebenii ingår i släktet himmelsblommor, och familjen himmelsblomsväxter.
Artens utbredningsområde är Tanzania. Inga underarter finns listade.